# Julius Popper
Julius Popper nebo také Julio Popper (15. prosince 1857 Bukurešť – 5. června 1893 Buenos Aires) byl rumunský inženýr a cestovatel židovského původu.
Pocházel ze zámožné a vzdělané rodiny, jeho otec Naftali Popper byl pedagog, novinář a starožitník. Vystudoval pařížskou École polytechnique, pracoval na údržbě Suezského průplavu, později procestoval Indii, Dálný Východ, Sibiř a Spojené státy americké. V roce 1882 pobýval na Kubě, kde se výrazně zasloužil o moderní přestavbu města Havana. V roce 1885 dorazil do Argentiny, kde dostal nabídku pracovat při stavbě telegrafní sítě. V té době vypukla zlatá horečka na Ohňové zemi a podnikavý Popper se vydal do tohoto odlehlého kraje zkusit štěstí. Založil společnost Compania de Lavaderos de Oro del Sud, po řadě cest zmapoval celý ostrov a využil mocenského vakua, se svojí soukromou armádou záhy ovládl veškerá zlatá naleziště a stal se faktickým vládcem Ohňové země, razil dokonce zlaté mince se svým jménem. Své impérium řídil tvrdou rukou, zejména cíleně vyvražďoval domorodé kmeny Selknamů a Onů, které překážely zájmům jeho firmy. Vyjednával také s argentinskou vládou o připravované invazi do Antarktidy. Ve věku třiceti pěti let byl při obchodní cestě do Buenos Aires nalezen mrtev v hotelovém pokoji: podle oficiální verze zemřel na srdeční mrtvici, i když se vyrojila řada dohadů o tom, že byl zlikvidován některým ze svých četných nepřátel.
O Popperově působení se zmiňuje chilský spisovatel Francisco Coloane ve své knize Ohňová země, kterou v roce 2000 úspěšně zfilmoval Miguel Littín.